# Stenothoe setosa
Stenothoe setosa is een vlokreeftensoort uit de familie van de Stenothoidae. De wetenschappelijke naam van de soort is voor het eerst geldig gepubliceerd in 1900 door Norman.